# 32072 Revanur
32072 Revanur è un asteroide della fascia principale. Scoperto nel 2000, presenta un'orbita caratterizzata da un semiasse maggiore pari a 3,0100510 UA e da un'eccentricità di 0,1642139, inclinata di 1,03424° rispetto all'eclittica.